# USS Indiana (BB-1)
USS Indiana (BB-1) byla první bitevní lodí, která byla sloužila u Námořnictva Spojených států amerických. Jednalo se o vedoucí loď třídy Indiana.

## Stavba
Kýl Indiany byl založen v americké loděnici William Cramp & Sons v roce 1891. Roku 1893 byla loď spuštěna na vodu a dne 20. listopadu 1895 byla Indiana uvedena do služby. Prvním velitelem lodi se stal Robley Dunglison Evans.

## Technické specifikace
Indiana měřila na délku 106,96 a na šířku 21,11 m. Ponor lodi dosahoval hloubky 8,2 m a při standardním výtlaku loď vytlačila přes 10 000 t. O pohon po dokončení lodě obstarávaly čtyři kotle Scotch, které v roce 1905 nahradilo 8 kotlů Babcock & Wilcox. Posádku lodi tvořilo 472 námořníků a Indiana mohla plout rychlostí až 28 km/h.

## Výzbroj
Primární výzbroj lodě tvořily dvě dvojhlavňové střelecké věže s 305mm děly. Sekundární výzbroj lodě tvořily čtyři dvojitá 203mm děla. Dále byly na loď nainstalovány čtyři 152mm kanóny, dvacet 57mm kanónů QF 6 pounder, šest 37mm automatických kanónů QF 1-pounder a čtyři torpédomety pro torpéda o průměru 457 mm.